# دراشكو نيناديتش
دراشكو نيناديتش مواليد 15 فبراير 1990 في بلغراد، هو لاعب كرة يد صربي يلعب كظهير أيسر. مثل منتخب صربيا لكرة اليد.

## المسيرة الاحترافية
لعب مع نادي جرانوليريس لكرة اليد في الدوري الإسباني من سنة 2010 إلى 2012، ثم لعب مع نادي غوادالاخارا لكرة اليد في موسم 2012-2013، ثم لعب مع نادي فلنسبورغ هاندفيت لكرة اليد في الدوري الألماني من سنة 2013 إلى 2015.

## سجل المنافسة
شارك في البطولات التالية:
- بطولة أوروبا لكرة اليد للرجال 2014

## روابط خارجية
- دراشكو نيناديتش على موقع الاتحاد الأوروبي لكرة اليد (الإنجليزية)
- دراشكو نيناديتش على موقع اللجنة الأولمبية الصربية (الصربية)